# Сентервил (Вирџинија)
Сентервил (енгл. Centreville) насељено је место без административног статуса у америчкој савезној држави Вирџинија.

## Демографија
По попису из 2010. године број становника је 71.135, што је 22.474 (46,2%) становника више него 2000. године.
| Група             | 2000.          | 2010.          |
| Белци             | 31.539 (64,8%) | 35.573 (50,0%) |
| Афроамериканци    | 4.322 (8,9%)   | 5.334 (7,5%)   |
| Азијати           | 6.934 (14,2%)  | 18.264 (25,7%) |
| Хиспаноамериканци | 4.461 (9,2%)   | 9.498 (13,4%)  |
| Укупно            | 48.661         | 71.135         |